# Kabo (République centrafricaine)
Pour les articles homonymes, voir Kabo (homonymie).
Kabo est une ville de République centrafricaine située dans la préfecture d'Ouham dont elle constitue l'une des cinq sous-préfectures.

## Géographie
La localité est située sur route nationale RN4 à 60 km au nord de Batangafo et au sud de Moyenne-Sido sur la frontière tchadienne. Elle se trouve à 254 km au nord-est du chef-lieu de la préfecture Bossangoa.

## Histoire
Du 31 juillet 1912 au 18 janvier 1919 Kabo est une subdivision de la circonscription du Gribingui. La ville est érigée en chef-lieu de sous-préfecture depuis le 3 mars 1975.
Lors de la reprise des combats en décembre 2012, la ville est le lieu de combats entre les FACA loyalistes et la coalition rebelle de Séléka,.

## Administration
La sous-préfecture de Kabo s'étend sur les deux communes rurales de Ouaki et de Sido.
La population urbaine de la ville est constituée de 20 quartiers recensés en 2003: Adoum-Lingou, Agonda, Bessantoua, Beyede, Bourma, Brahim, Kounga Litos, Londo 1, Londo 2, Mogoumba, Moudou 2, Ndaoutou, Ndele, Ndjinakion, Ndolngar, Ngaryana, Ngodegue, Ngonaindo, Tipoye, Yapende.

## Société
La ville est le siège de la paroisse catholique Notre Dame des Anges de Kabo, elle dépend du diocèse de Bossangoa.

## Économie
La ville dispose d'une piste d'atterrissage, utilisée notamment par les services d'aide humanitaire, cependant, elle ne figure sur la liste Asecna.